# Room 401

Room 401 es una serie de televisión de MTV, conducida por Jared Padalecki y producida por Ashton Kutcher y Jason Goldberg. Cada episodio contiene cuatro sustos o bromas. El show toma su nombre de la habitación en la que murió Harry Houdini en el hospital Grace en Detroit, en 1926.

## Magic X
El espectáculo fue creado por Rico de la Vega y Chris Góngora, de Magic X. Se produjo con anterioridad a la serie de televisión especial “ELLOS - Magia Extrema Totalmente Ocultos”, que también utiliza el concepto de la magia con cámaras ocultas. Rico y Chris, junto con otros miembros de Magic X, a saber Cyril Takayama, Justin “Kredible” y Lisa, la hermana de Rico, se presentan en el show. 

## Créditos
- Anfitrión: Jared Padalecki
- Coproductores Ejecutivos: Rico de la Vega, Chris Góngora
- Productor: Stanley Gentry
- Productores Ejecutivos: Aaron Craner, Jason Goldberg, Karey Burke, Billy Rainey, Lois Curren, Mary L. Aloe
- Productores Asociados: Ryan Colston
- Consultoría Productores: Brett Dos Santos
- Productor Supervisor: Mark Herwick
- Intérpretes: David Minkin, Mark Cirillo, RJCantu, Óscar Torres, Lou Volpe, Arnaud Collery, Lisa De La Vega, Rico, De La Vega, Chris Góngora, Michael Grasso, Derek Hughes, Ambria Miscia, Thomas Nealeigh, Rebecca Ocampo, Robert Lyon Rasner, Amro Salama, Cathy Shim, Michael Stellman, Cyril Takayama, Shirley A, Dawson Van Pelt, Lucas Van Pelt, Justin “Kredible” Willman, Rob Zabrecky, Daniel Zacapa.
- Consultores : David Minkin, Derek Hughes, Robert Lyon Rasner, Michael Stellman